# Anaspis occipitalis
Anaspis occipitalis là một loài bọ cánh cứng trong họ Scraptiidae. Loài này được Emery miêu tả khoa học năm 1876.